# زافير باراو
زافير (زافي) باراو (بالفرنسية: Xavier Barrau)‏ (26 سبتمبر 1982) لاعب كرة قدم فرنسي يلعب حاليا في نادي الدرجة الأولى للهواة فريجوس في خط الوسط .

## المسيرة الرياضية
بدأ باراو مسيرته الرياضية في نادي ليون سنة 1999 ثم انتقل إلى نادي فيري تشاتيلون ثم قرر الاحتراف خارج فرنسا فتوجه إلى إنجلترا وانضم إلى نادي والسول ثم قرر الانتقال للعب في سويسرا حيث انضم إلى نادي ميرين ثم وافق على الانتقال للعب على الملاعب الاسكتلندية حيث انضم إلى نادي إيردي يونايتد ثم عاد إلى إنجلترا وانضم إلى نادي برادفورد سيتي ثم انتقل إلى نادي دارلينغتون ثم عاد إلى اسكتلندا وانضم إلى نادي هاميلتون وأخيرا قرر العودة إلى فرنسا والانضمام إلى نادي فريجوس .

## روابط خارجية
- زافير باراو على موقع قاعدة بيانات كرة القدم.إي يو (الإنجليزية)
- زافير باراو على موقع Soccerbase.com (لاعب) (الإنجليزية)
- زافير باراو على موقع كووورة